# Збоїська (Мазовецьке воєводство)
Збоїська (пол. Zboiska) — село в Польщі, у гміні Радзейовиці Жирардовського повіту Мазовецького воєводства.
Населення — 157 осіб (2011).
У 1975-1998 роках село належало до Скерневицького воєводства.

## Демографія
Демографічна структура станом на 31 березня 2011 року:
|          | Загалом | Допрацездатний вік | Працездатний вік | Постпрацездатний вік |
| -------- | ------- | ------------------ | ---------------- | -------------------- |
| Чоловіки | 79      | 22                 | 50               | 7                    |
| Жінки    | 78      | 13                 | 49               | 16                   |
| Разом    | 157     | 35                 | 99               | 23                   |